# Municipio de Centla
El municipio de Centla es un municipio del estado mexicano de Tabasco, localizado en la región del río Usumacinta y en la subregión de los Pantanos. Su cabecera municipal es la ciudad y puerto de Frontera y cuenta con una división constituida, además, por tres villas, cuatro poblados, 63 rancherías, 41 ejidos, 25 colonias, ocho fraccionamientos y 23 sectores.
Su extensión es de 3 093 km², que corresponden al 10.8% del total del estado; esto coloca al municipio en el cuarto lugar en extensión territorial.

## Toponimia
Su nombre proviene del vocablo náhuatl Cin-tla, que significa "en el maizal".

## Historia
La historia de los primeros pobladores del municipio de Centla se pierden en la inmensidad y obscuridad del tiempo pasado, esto, aunado a los pocos monumentos históricos existentes, hace muy difícil esclarecer este misterio.

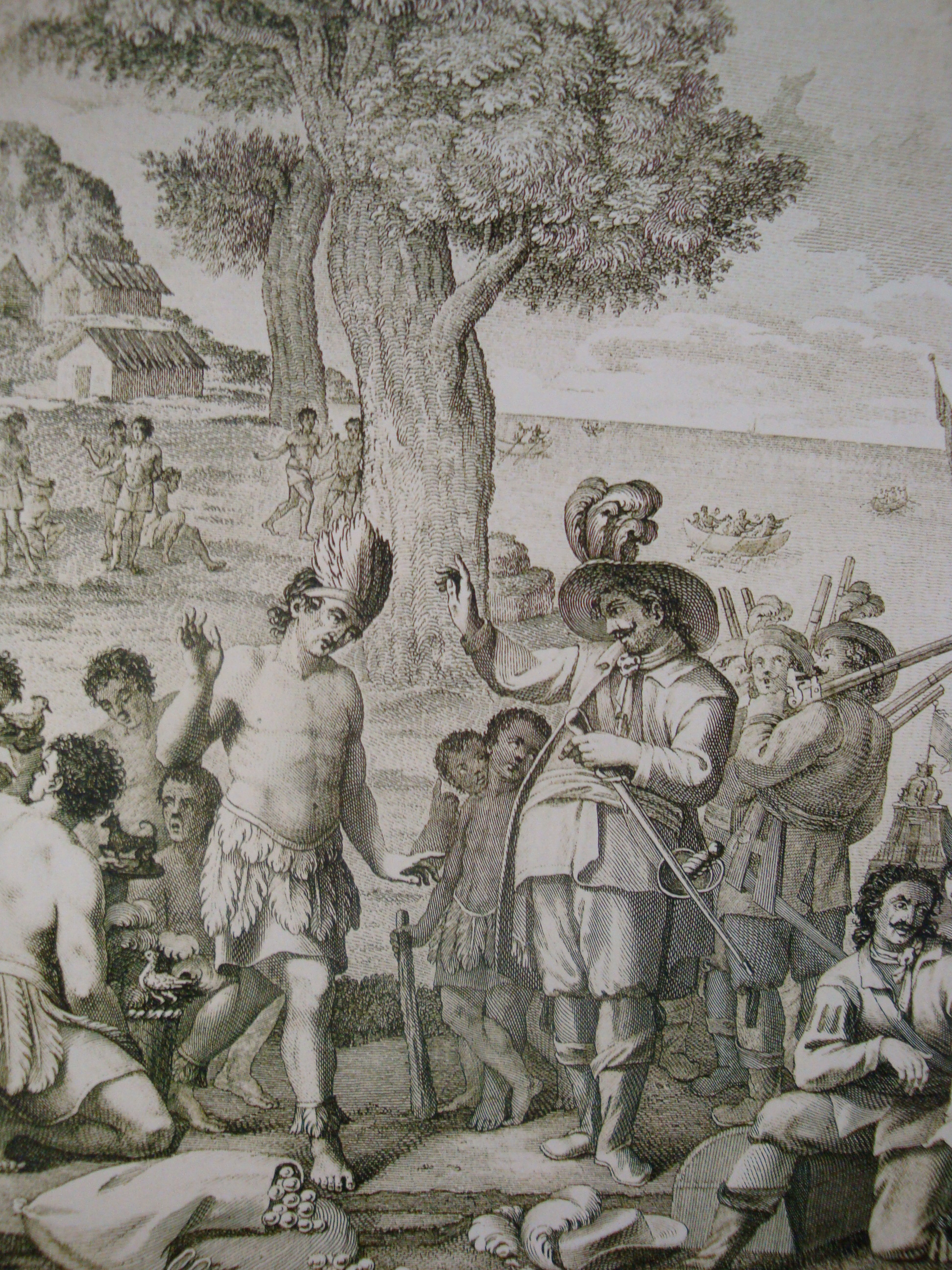
Encuentro entre el cacique maya Tabscoob y el español Juan de Grijalva en Potonchán.

Lo que se sabe es que las llanuras de Centla estaban muy pobladas por los Maya chontales a la llegada de los primeros españoles en 1518. La población más importante era Potonchan ciudad capital del señorío de Tabscoob que tenía un intenso comercio al ser un puente natural entre los mayas de las tierras altas del Petén guatemalteco y el señorío de Acalan con las poblaciones mayas de la Península de Yucatán e incluso con los Mexicas y otras culturas del Altiplano Central.
Juan de Grijalva, fue el descubridor de estas tierras, cuando el 7 de junio de 1518 descubrió el río en ese entonces llamado río Tabasco, y que desde esa fecha se llama "Grijalva", desembarcando en Potonchan y entrevistándose con las autoridades mayas, incluso se dice que Grijalva le regaló su jubón de terciopelo rojo al cacique maya Tabscoob, quien a cambio le obsequió diversas joyas.
El 12 de marzo de 1519 desembarcó en la "Punta de los Palmares" el conquistador español Hernán Cortés, y se introdujo por el río Grijalva hasta el poblado de Potonchan en donde a diferencia de Grijalva, fue recibido en forma agresiva por los indígenas, quienes le hacían señales de que se fueran. Cortés al no poder convencerlos con palabras, decidió hacerlo a través de la fuerza.

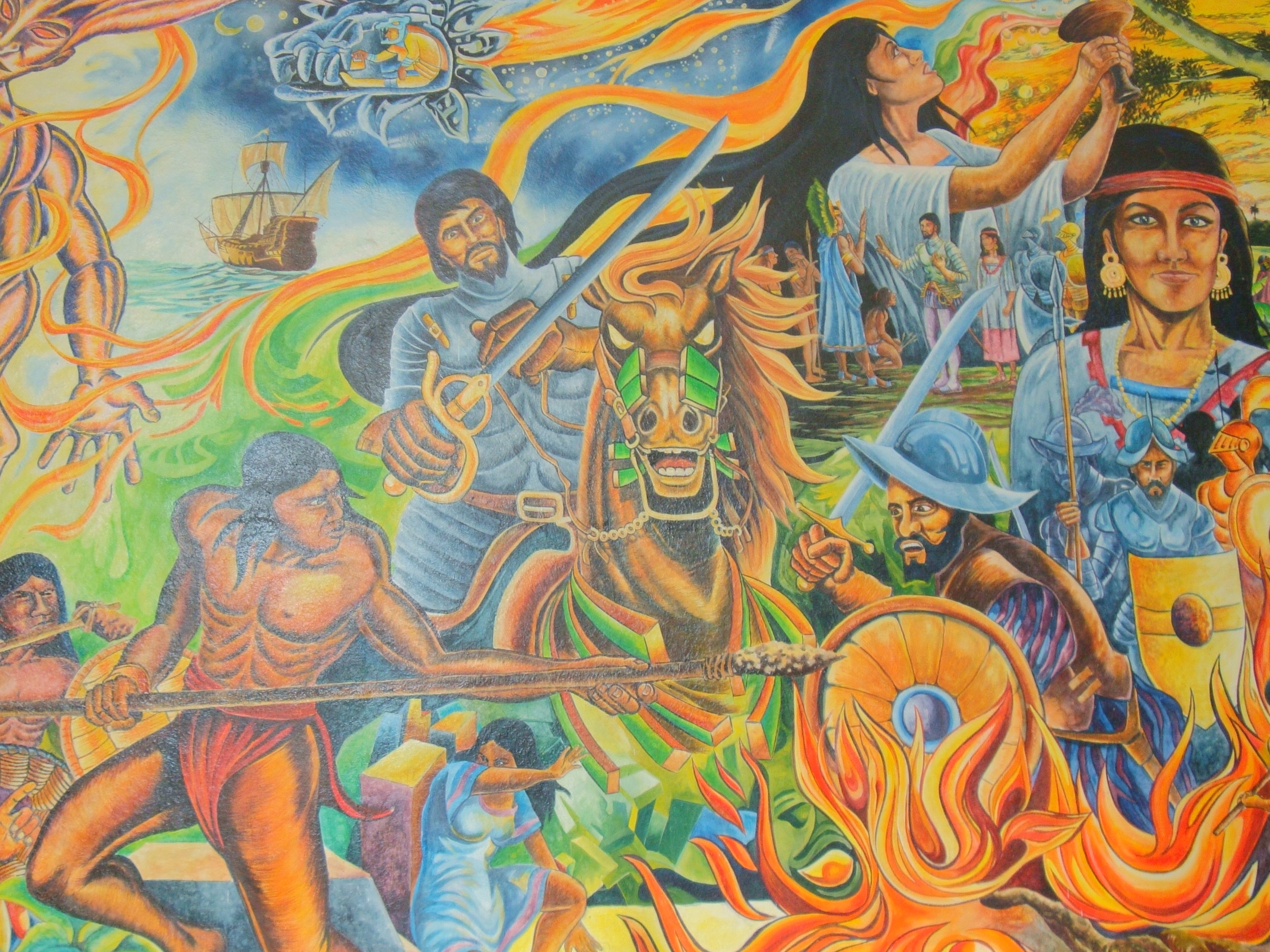
Batalla de Centla, en donde participó por primera vez el caballo en una guerra en América

Es así, como el 14 de marzo de 1519, se llevó a cabo en esas llanuras de "Cintla" la que sería la primera gran batalla entre indígenas y españoles en la Nueva España, la famosa Batalla de Centla, en la que participaron según el español Bernal Díaz del Castillo más de 40,000 indígenas, y en donde intervino por primera vez el caballo en una batalla en el nuevo mundo, provocando un verdadero impacto en los indígenas ya que pensaban que caballo y jinete eran la misma persona, lo que fue determinante para la victoria de los españoles.
Después de conseguida la victoria, y una vez concertada la paz, el 25 de marzo de 1519 Hernán Cortés llegó al tronco de una gran ceiba (árbol sagrado de los mayas) y dando dos golpes con su espada, tomó posesión de las tierras a nombre de los monarcas españoles, y fundando la Villa de Santa María de la Victoria, primera población española en México. Ese día, se llevó a cabo también la primera misa cristiana en territorio continental de América oficiada por Fray Bartolomé de Olmedo y el capellán Juan Díaz.
El 8 de mayo de 1525, llega a la Villa de Santa María de la Victoria Juan de Vallecillo, que sería el primer gobernador de la provincia de Tabasco, con la encomienda de pacificar la provincia, cosa que no logra. Posteriormente, en 1526, Cortés envía a Baltazar de Osorio, quien también fracasa en su intento de pacificar la región, por lo que viaja a México a solicitar más ayuda de Cortés.
En 1529 llega Francisco de Montejo, quien por fin en 1535 logra pacificar parcialmente la provincia y comienza a organizar desde aquí la conquista de Yucatán y Cozumel.
En 1557 se comienzan a sufrir las primeras incursiones de los piratas en las costas de Centla, y en 1558 los piratas se apoderan de la Isla de Tris (hoy Isla del Carmen), intensificando sus ataques a la capital provincial de Tabasco, la cual incendian y destruyen en muchas ocasiones, destacando los ataques de 1597, 1600, 1614 y 1639, lo que provoca que poco a poco los habitantes de la villa de Santa María de la Victoria vayan abandonando la ciudad, hasta que el 24 de junio de 1641 las autoridades españolas por decreto firmado por el Virrey Diego López Pacheco trasladan los poderes de la provincia a la villa de San Juan Bautista (hoy Villahermosa), con lo que los pocos habitantes que quedaban abandonan la villa de Santa María de la Victoria.
La ciudad y puerto de Frontera, fue fundada en el 30 de marzo de 1780 cuando el cura Don Tomás Herguera, con un grupo de familias funda la villa de San Fernando de la Frontera. Años más tarde, se le cambiaría el nombre por el de Guadalupe de la Frontera, que fue sede de la aduana estatal en 1829 y 1834, y por decreto del Presidente Benito Juárez, desde el 1 de diciembre de 1871 el puerto de Frontera es sede oficial de la Aduana marítima en Tabasco.
El 3 de marzo de 1825 el Congreso constituyente del Estado de Tabasco, decreta la ley por la que el estado queda dividido en tres departamentos, la ciudad de Frontera se anexa al departamento de "La Capital" con cabecera en San Juan Bautista (hoy Villahermosa).
El 5 de diciembre de 1833 se declara en Frontera la epidemia del cólera morbo ocasionando gran cantidad de muertes. Juan Federico Maximiliano, Barón de Waldeck, viajero checoslovaco que fue el primer viajero de renombre que visitó Tabasco, escribiría:

..."El 5 de diciembre de 1833 se declaró el cólera morbo en el pequeño pueblo de Frontera...cuando arribé la epidemia estaba con toda su fuerza y otra calamidad no menos funesta, la guerra civil se hallaba en vísperas de estallar..."

## Personajes ilustres
- Tomás Helguera: Presbítero, fundador en 1780 de la ciudad de San Fernando de la Frontera (Hoy Ciudad y Puerto de Frontera, actual cabecera del municipio de Centla).

- Andrés Calcáneo Díaz: (1874 – 1914) Político y escritor.

- Quintín Aráuz Carrillo: (1892 – 1923) Fundador de las primeras ligas agraristas.

- Antonio Ocampo Ramírez: (1914-1983) Abogado.

- María del Carmen Paredes Zaldívar: Primera mujer en ocupar la Alcaldía (1977-1978, muriendo en el cargo).

- Ulises García Hernández: Político. Presidente Municipal (1956-1958).

- Armando Pérez Chan: Político, escritor e historiador del Municipio. Alcalde (1980-1982).
- Profesor José Ezequiel Cortázar Maldonado: (1928-2008) Exdirector de la Escuela Primaria “Ing. Joaquín Pedrero Córdova"; y exdirector del Plantel 12 del Colegio de Bachilleres de Tabasco.
- Ángel José Mora Suárez: (1925-2017) Dibujante, autor gráfico de la icónica historieta mexicana "Chanoc", publicada ininterrumpidamente durante más de 20 años, a partir de 1959. Por su trazo ágil y de gran dinamismo, se le considera uno de los grandes maestros de la historieta mexicana.
- Francisco Ascanio Zenteno: Poeta. Premio Nacional de Poesía por "El Día que Desperté Pájaro".

## Localización
El municipio de Centla se localiza en la región del Usumacinta y la subregión Pantanos teniendo como cabecera municipal a la ciudad y puerto de Frontera, la que se ubica al norte del estado, entre los paralelos 18°40’; de latitud, al sur 18°02’ de latitud norte, al este 92°16’, y 93°05’ de longitud oeste.
Colinda al norte con el Golfo de México, al sur con los municipios de Macuspana y Centro, al este con el estado de Campeche y el municipio de Jonuta, y al oeste con los municipios de: Centro, Nacajuca, Jalpa de Méndez, y Paraíso.

## Extensión
La extensión territorial del municipio es de 3,093 km², los cuales corresponden al 10.8% respecto al total del estado, y ocupa el 4º. lugar en la escala de extensión municipal.
Su división territorial está conformada por: una ciudad, tres villas, cuatro poblados, 63 rancherías, 41 ejidos, 25 colonias, ocho fraccionamientos y 23 sectores.
En el municipio se ubican nueve centros de desarrollo regional en los que se desarrollan la mayoría de las actividades económicas y sociales, estos son: ejido la Estrella, poblado Francisco I. Madero, villa Ignacio Allende, villa Vicente Guerrero, villa Cuauhtémoc, poblado Ignacio Zaragoza, poblado Simón Sarlat, poblado Quintin Arauz y ranchería Boca de Chilapa.

## Geografía

### Límites municipales
Tiene límites administrativos con los siguientes municipios y/o accidentes geográficos, según su ubicación:
| Noroeste: Golfo de México           | Norte: Golfo de México | Nordeste: Carmen (Campeche) |
| Oeste: Paraíso                      |                        | Este: Jonuta                |
| Suroeste: Jalpa de Méndez, Nacajuca | Sur: Centro, Macuspana | Sureste: Jonuta             |

## Orografía
El territorio es completamente plano; cuenta con llanuras costeras, llanura y pantanos, llanuras con dunas, llanura aluvial, con gran cantidad de cuerpos de agua, arroyos, lagos ríos. La altitud máxima que se registra es de 10 m s. n. m.

### Hidrografía
El suelo del municipio se beneficia con los dos ríos más caudalosos del país: el Grijalva y el Usumacinta; este último recibe las aguas del río San Pedrito en Tres Brazos, para luego unirse al río Grijalva que desemboca en el Golfo de México por la Barra de Frontera. además, surcan el municipio infinidad de ríos secundarios como el San Pedrito (que se une al Grijalva y al Usumacinta en la zona conocida como "Tres Brazos).
Al este de la ciudad de Frontera se encuentra el río San Pedro y San Pablo, que sirve de límite natural con el estado de Campeche.
Cuenta además con un potencial lacustre de aproximadamente 16,117 has, destacando las lagunas El Viento, Chichicastle, El Tocoal, Santa Anita, El Loncho y San Pedrito.
Y otros muchos ríos más, así como existen también gran cantidad de lagunas, lagos, manglares y una amplia zona de pantanos.

### Clima
Tropical con lluvias regulares durante 6 meses y alcanza temperaturas max. de 43 °C, en primavera-verano y mínimas de 18 °C. en invierno.
En otoño las temperaturas pueden llegar hasta 19 °C, pero habitualmente su temperatura es de 29 °C.

## Flora y fauna

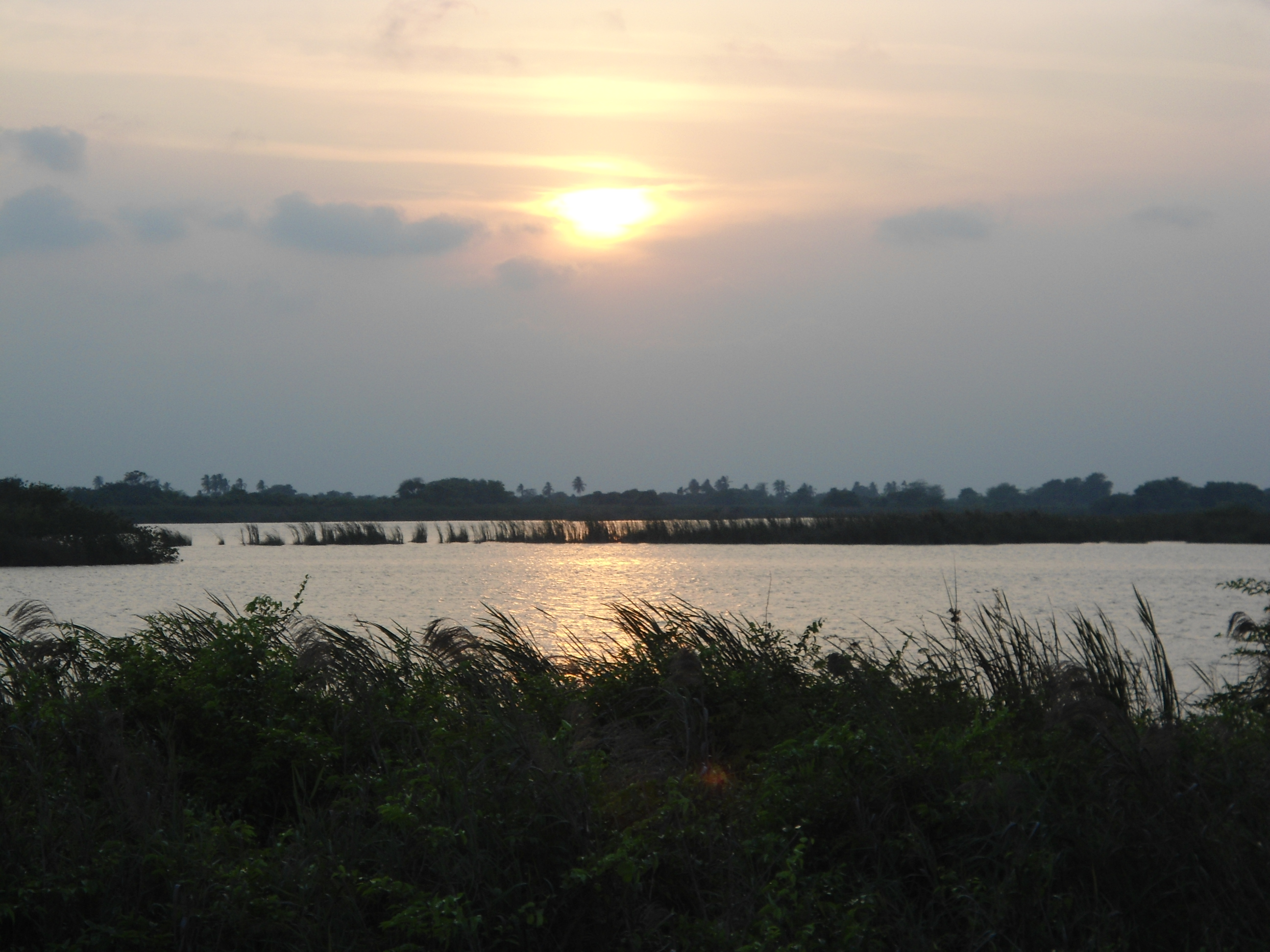
Reserva ecológica Pantanos de Centla.

El principal ecosistema son los Pantanos de Centla, considerados reserva de la biósfera con una extensión de 302,706 ha, que abarca parte de las zonas bajas de los municipios de Jonuta y Macuspana. Y que es considerado el humedal más importante de Mesoamérica y uno de los 15 más importantes del mundo.
La vegetación predominante es la selva y la sabana. La flora es la propia de los climas cálidos y húmedos.
Existe gran cantidad de especies de flora y fauna acuáticas, típicas de los pantanos tropicales. Una de las aéreas más importantes protegidas del estado de Tabasco son los Pantanos de Centla.
La diversidad de la vegetación se refleja en la flora que va desde los pantanos hasta los árboles y arbustos como la guaya, jondura, jobos, pomarosa, pitahaya, caimito, anona, pan de sopa, marañón, coco, mango y naranja.
El municipio es hábitat de diversas clases de peces, tortugas, cocodrilos, monos y otras especies más, hoy día bajo amenaza, por la disminución de su hábitat. Podemos encontrar las siguientes especies con su nombre común y su situación actual:
| Mamíferos En peligro de extinción: - Zaraguato - Mico de noche - Erizo - Mapache - Nutria - Manatíes Aves En peligro de extinción: - Calandrias - Senzontle - Pelicano - Colibrí - Cotorro - Loro - Gavilán - Guaraguao Reptiles Sin peligro de extinción: - Nauyaca - Coral - Sabuyan - Culebra de agua Fauna marina En peligro de extinción: - Pochitoque - Guao - Pejelagarto - Pigua - Camarón de mar - Hicotea - Tortuga de mar - Mojarra - Cherna - Mantarraya - Pez espada - Pez sierra - Lisa - Sábalo Sin peligro de extinción: - Camarón de río - Camarón de mar - Tiburón - Agua mala |

#### Tipos de vegetación
Perduran la selva alta perennifolia y subperennifolia, selva mediana subcaducifolia, selva baja perennifolia, popal, tular, carrizal, matorral espinoso inundable, matorral inerme inundable, palmar inundable, pastizal natural y cultivado, sabana, palmar inundable, vegetación acuática y subacuática.
- Tipos de hábitats: dunas, pantanos, esteros, manglares, marismas, espejos de agua dulce y salobre, islas fluviales.

### Recursos naturales
Se cuenta con árboles maderables que se utilizan para la elaboración de viviendas y muebles, así como recursos provenientes del mar, ríos, lagunas y pantanos en donde existe una gran extensión de zonas de manglares; este municipio está considerado como el de mayor potencial pesquero del estado. A continuación se reproduce la lista completa de árboles con su nombre común y su situación actual:
Sin peligro de extinción;
- Guaya
- Caimito
- Anona
- Pomarosa
- Pan de sopa
- Mango

En peligro de extinción;
- Mangle
- Coco
- Cedro

También hay importantes yacimientos petrolíferos, existiendo actualmente 56 pozos petroleros en 12 campos, que tienen una producción diaria de 29,127 barriles y un volumen de producción diaria de gas natural de 161.9 millones de pies cúbicos.

## Economía

### Actividades productivas
El municipio tiene 309,300 ha. Según el Cuaderno Estadístico Municipal, edición 1998 del INEGI, la superficie agrícola era del 3%; la pecuaria del 25%; la forestal del 2%; y el restante 70% estaba destinado para áreas urbanas, cuerpos de agua y áreas improductivas.

### Sector primario

#### Agricultura
Hasta finales de los años noventa destacaban el cultivo de coco y los cultivos básicos como el maíz y frijol, así como los frutales y la pimienta. En 1997 la superficie sembrada fue de 10,483 has, la actividad del coco ocupó 7,375 ha que representaron el 70.35%; en 2011 se registraron 4,900 has sembradas de maíz. De la misma manera en 2011 los cultivos como frijol solo registraron 500 has sembradas y el chile verde solo 146 has.

#### Ganadería
La ganadería es otro sector importante en la economía local, practicándose esta actividad de manera extensiva.
Según datos del INEGI, en 2011 el volumen de producción de canal de bovinos fue de 2,529 toneladas, el deporcinos fue de 563 toneladas, la producción de ovinos fue de tan solo 15 toneladas, y la producción de aves de corral fue de 570 toneladas.

#### Pesca
Esta una actividad importante en el municipio ya que tiene 80 km de litoral, el puerto aún representa un polo pesquero importante del estado, a pesar de las afectaciones que han sufrido por la explotación petrolera aun se mantiene con una producción considerable. Las especies con mayor demanda son: pigua, camarón, robalo y mojarra.

### Sector secundario

#### Industria
Se elaboran productos con pieles de bovino, lagarto, nutria y tiburón. Hay además talleres de reparación de embarcaciones, que representan la actividad industrial más importante del municipio, siendo el más grande de ellos el taller de reparaciones navales perteneciente a la V Zona Naval Militar.

### Sector terciario

#### Comercio
La actividad comercial se ha extendido ampliamente en el municipio con la instalación de grandes cadenas comerciales y tiendas de autoservicios no solo en la cabecera municipal si no que también en sus principales villas donde los principales productos son alimentos, calzado, vestido, mueblerías, electrodomésticos, ferretería, materiales de construcción, refacciones para automóviles, libros, bebidas, etc.

#### Servicios
Cuenta con diversas instituciones bancarias, negocios especializados en la preparación de alimentos, diversas líneas de transporte terrestre dentro y fuera del municipio, farmacia, refaccionarias, almacenes de ropa, mueblerías, papelerías y supermercados.

## Turismo

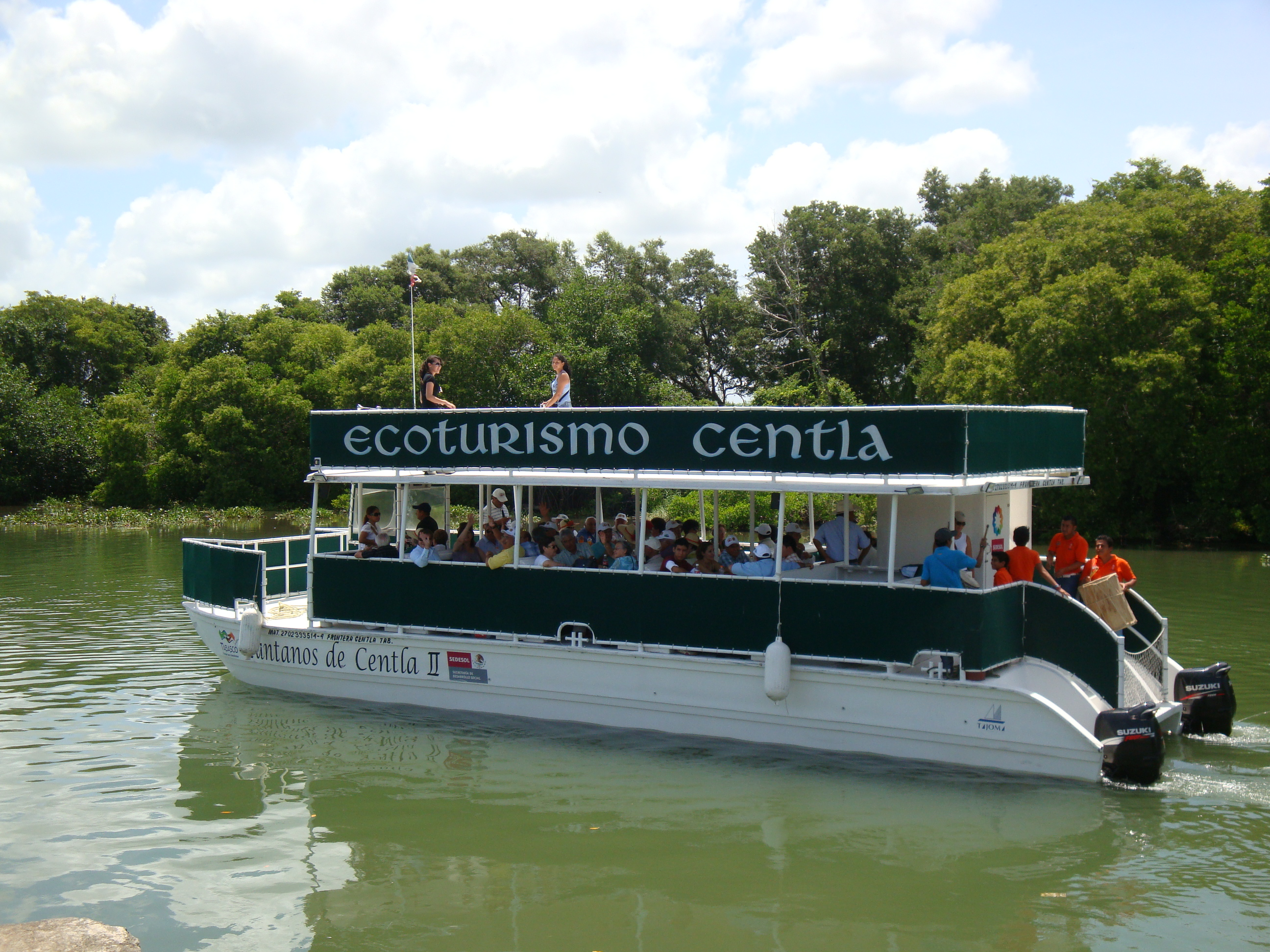
Catamarán turístico, que hace el recorrido desde el puerto de Frontera hacia los Pantanos de Centla.

### Playas
Por sus condiciones naturales el municipio cuenta con lugares propios para disfrutar el turismo de playa y ecoturismo; contando para ello con las playas Miramar, Pico de Oro, la Bocana, la Victoria, el Bosque, las cuales son muy visitadas por turistas locales y regionales.

#### Playa el Bosque
Es una playa de mar abierto de 40 m de ancho, de arena fina color gris, pendiente suave y oleaje moderado. Se encuentra a una distancia aproximada de 90 km de la capital del estado.

#### Playa Miramar
Tiene aproximadamente 5 km de longitud, 100 m de playa seca y 10 de playa húmeda; la pendiente y oleaje son suaves, el agua es templada color azul verde; cuenta con palapas y se ubica a una distancia de 65 km de la capital del estado.

#### Playa Pico de Oro
Tiene aproximadamente 3 km de longitud, 5 m de playa húmeda y 5 m de playa seca, con pendientes y oleaje suaves, la arena es de color gris, y el agua es color azul verde. En la orilla existe una barrera de cocoteros que alberga las enramadas, restaurantes, vestidores y sanitarios. Se ubica a una distancia de 70 km de la capital del estado.

#### Playa la Bocana
Se encuentra ubicada en la bahía formada por el río Grijalva, antes de desembocar al Golfo de México. La arena es fina, el agua templada de color verde y oleaje suave. Se puede practicar la natación, la pesca y hacer recorridos en lancha, río arriba o llegar a mar abierto.

#### Playa la Victoria
De arena fina color gris oscuro, tiene una longitud aproximada de un km y 40 m de ancho; la pendiente es suave, el agua turbia y templada.

### Ecoturismo

#### Reserva de la Biosfera Pantanos de Centla

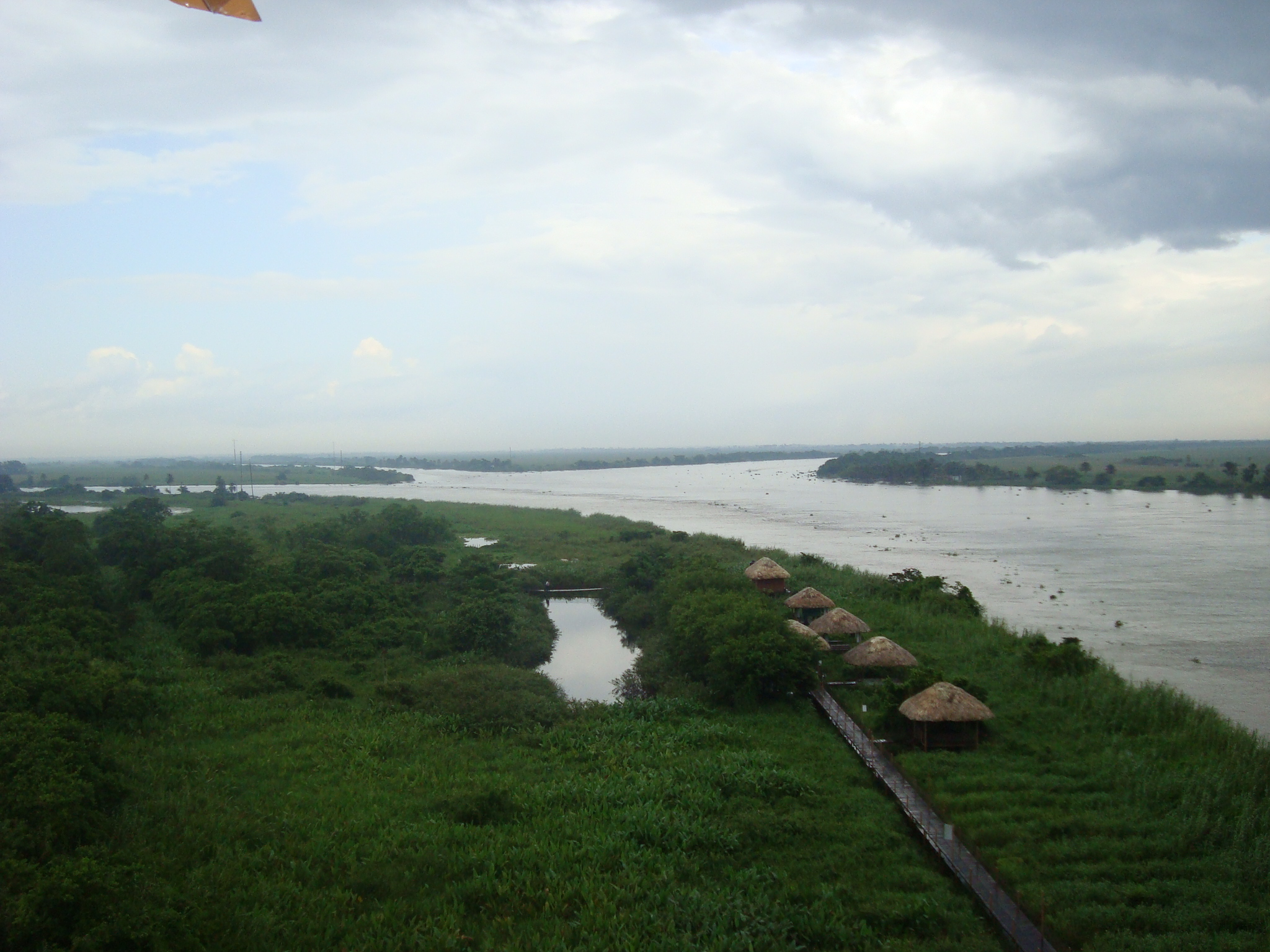
Estación "Tres Brazos" y "La Casa del Agua" dentro de la Reserva de la Biósfera Pantanos de Centla.

Para la actividad ecoturística el municipio cuenta con los pantanos de Centla, decretada reserva de la Biosfera, desde 1992, siendo el área de humedales protegidos más extensa de Norteamérica, al contar con 302,706 hectáreas protegidas y es considerado uno de los 15 humedales más importantes del mundo. Actualmente se encuentra en la lista tentativa de la UNESCO para ser nombrado "Patrimonio de la Humanidad".
En la reserva de la Biosfera Pantanos de Centla existen diversas opciones para practicar el ecoturismo, así como el avistamiento de aves. Dentro de la reserva, existe la estación "Tres Brazos" la cual es el centro de vigilancia de la reserva, así como un centro de monitoreo ambiental. También ahí está la "Casa del Agua" que cuenta con diversas instalaciones de servicio turístico como museo, recorridos, torre para vista panorámica, así como muelle para realizar recorridos turísticos por la reserva.
Se localizan en la delta de los ríos Usumacinta y Grijalva. Con una extensión territorial de 302,706 has; conformada por los municipios de Centla Jonuta y Macuspana considerada como reserva de la biosfera donde se han identificado alrededor de 260 especies vegetales que pertenecen a 89 familias botánicas; de ellas, 79 especies son alimenticias o medicinales o se utilizan para la construcción, como combustible, cercos vivos, y para artesanías. 10 especies están reportadas como vulnerables o en peligro de extinción.
En esta zona se puede observar una amplia diversidad de al menos 39 especies de peces, 50 anfibios y reptiles 60 especies de mamíferos y 110 de aves. En el área hay 9 especies de animales cuyas poblaciones han sido seriamente disminuidas, local, nacional y mundialmente, a tal grado que algunas de ellas se encuentran en peligro de extinción como el manatí, cocodrilo, tortuga blanca, halcón peregrino, cigüeña jabirú y aguililla pescadora.

#### Manglares
En este municipio se unen los dos ríos más caudalosos del país, el río Usumacinta y el río Grijalva, que en conjunto, con la vegetación de manglar y popal tular, constituyen un fascinante paisaje, hábitat de especies como el saraguato, mico de noche, erizo, mapache, nutria, ardilla, gavilán, lechuza, pelícano, loro, cotorro y calandria.

## Actividades productivas
El municipio tiene una superficie de 309,300 ha. De acuerdo al Cuaderno Estadístico Municipal, edición 1998 del INEGI, la superficie agrícola era del 3%; la pecuaria del 25%; la forestal del 2%; y el restante 70% estaba destinado para áreas urbanas, cuerpos de agua y áreas improductivas.
La superficie total agrícola es de 309,300 ha, la pecuaria 9,279 ha y la forestal de 77,325 ha.

## Demografía

### Grupos étnicos y fundamentales
El municipio cuenta con una población indígena de 11,042 habitantes, de los cuales 3,266 hablan lengua chontal de Tabasco; el resto lo componen otros grupos étnico. Sus actividades principales son la agricultura, la ganadería y la pesca, debido a los altos índices de marginación en el municipio se ha dificultado el desarrollo social y económico de las comunidades indígenas.

### Evolución demográfica
| Año  | Habitantes (Total) | Hombres | Mujeres |
| ---- | ------------------ | ------- | ------- |
| 1950 | 27,062             | 13,558  | 13,504  |
| 1960 | 32,776             | 16,558  | 16,218  |
| 1970 | 42,882             | 21,634  | 21,248  |
| 1980 | 53,778             | 27,232  | 26,546  |
| 1990 | 70,053             | 35,498  | 34,555  |
| 2000 | 88,181             | 44,281  | 43,900  |
| 2010 | 102,110            | 50,925  | 51,185  |

Fuente: Cuaderno Estadístico Municipal 1998 INEGI
Panorama sociodemográfico de Tabasco 2010
XIII Censo General de Población y Vivienda 2010
De acuerdo a los resultados preliminares del XIII Censo General de Población y Vivienda 2010 del INEGI, el municipio cuenta con 102,110 habitantes, 50,925 hombres (49.88%), y 51,185 mujeres (50.12%) lo que representa el 4.6% de la población total del estado registrando el municipio una densidad de población de 38 hab/km².

## Infraestructura social y de comunicaciones

### Educación
El sistema educativo de todos los niveles en el municipio está integrado por 269 centros escolares a los que asisten regularmente 28,905 alumnos que son atendidos por 1,102 docentes.
De esos 269 planteles, 97 son de preescolar, 131 de primarias, 33 de secundarias, 7 bachilleratos, existiendo además 3 centros de educación especial, 3 de capacitación para el trabajo, 39 laboratorios, 14 bibliotecas escolares, 12 bibliotecas públicas en el medio urbano y rural.
Además el municipio cuenta con 3 planteles de Educación Superior, La universidad ASBEMAAN Ubicada en el centro de la ciudad en Morelos y Mina, el Instituto Tecnológico Superior de Centla (ITSCe) ubicado en las afueras de la cabecera municipal fundado en 2001, la Universidad Intercultural de Tabasco (campus Centla) ubicado en la Villa Vicente Guerrero, además el bachillerato tecnológico Instituto de Profesiones M.A.(IPMA) ubicada en el centro de la ciudad en la zona del centro, dichas instituciones desconcentradas del gobierno del estado.

### Salud
La demanda de servicios médicos es atendida por organismos oficiales y privados en los medios urbano y rural, contando para ello 30 unidades médicas; 29 de consulta externa y una de hospitalización general de la Secretaría de Salud.
Los consultorios rurales proporcionan los servicios de medicina preventiva, consulta externa y medicina general, los centros de salud materno-infantil ofrecen además de los servicios ya mencionados, los de laboratorio de análisis clínicos, rayos X y de regularización sanitaria, atención obstétrica, ginecología pediátrica y hospitalización.

### Seguridad social
Se cuenta con 28 unidades médicas, 27 de consulta externa y una de hospitalización general. El Instituto Mexicano del Seguro Social (IMSS) tiene una unidad de consulta externa y el Instituto de Seguridad y Servicios Sociales de los Trabajadores del Estado (ISSSTE) cuenta con una de hospitalización general.

### Asistencia social
Hay 26 unidades médicas: 24 de consulta externa y una de hospitalización general; así como una unidad del DIF de hospitalización general. En la zona rural hay 11 casas de salud, además de consultorios médicos particulares.

### Abasto
El municipio cuenta con 7 mercados públicos, 76 tiendas DICONSA, una del ISSSTE, además de contar con grandes tiendas comerciales y supermercados del sector privado entre los que destacan Soriana Express de Grupo Soriana, Bodega Aurrerá filial mexicana del corporativo estadounidense Walmart y un almacén comercial de la cadena de Almacenes Coppel y se instala una vez a la semana un tianguis o mercado sobre ruedas. Así también Dunosusa, Compucopias, Telas Parisina.

## Cultura

### Artesanías

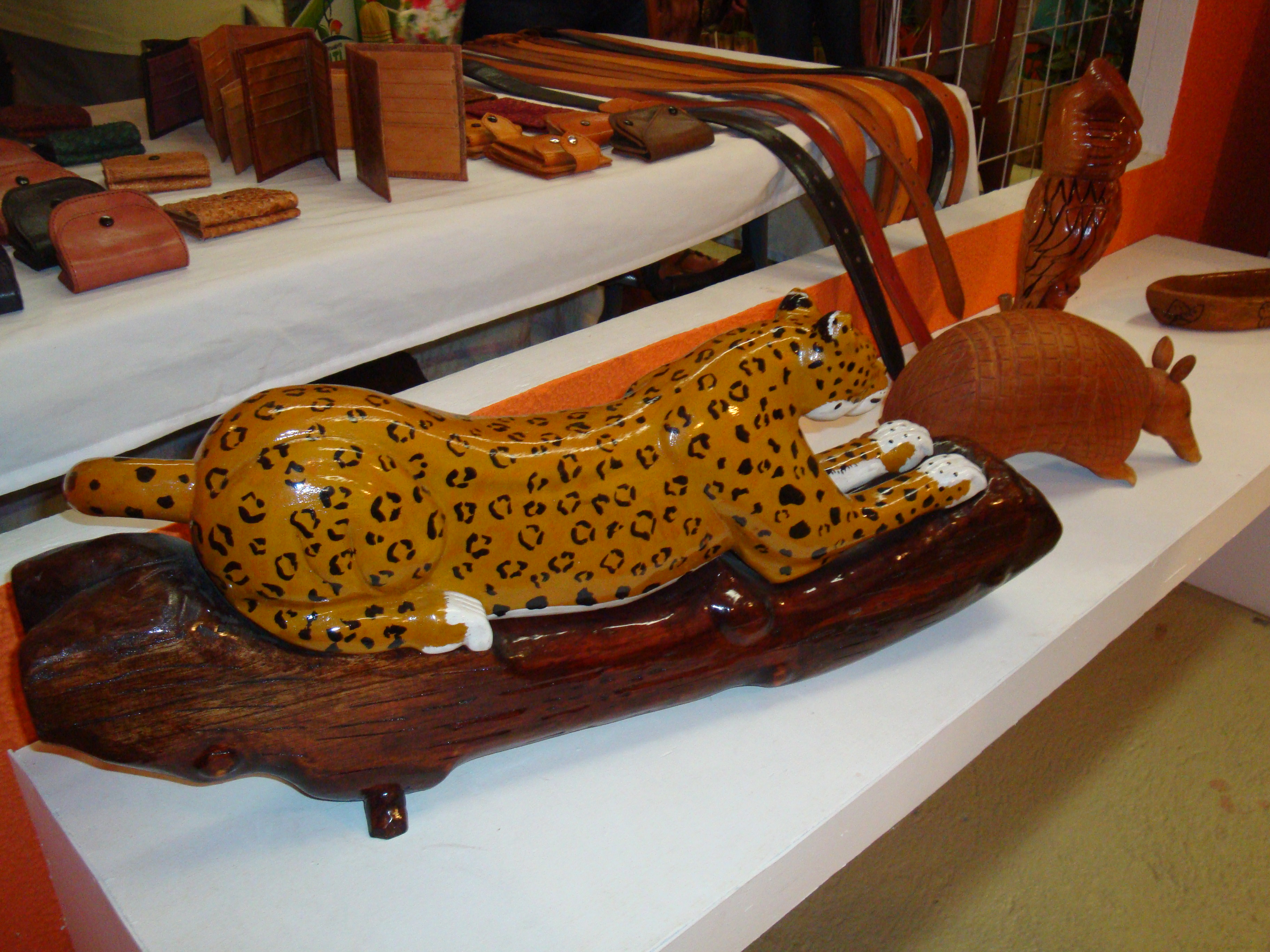
Figuras talladas en madera y artículos de piel. Artesanías típicas del municipio.

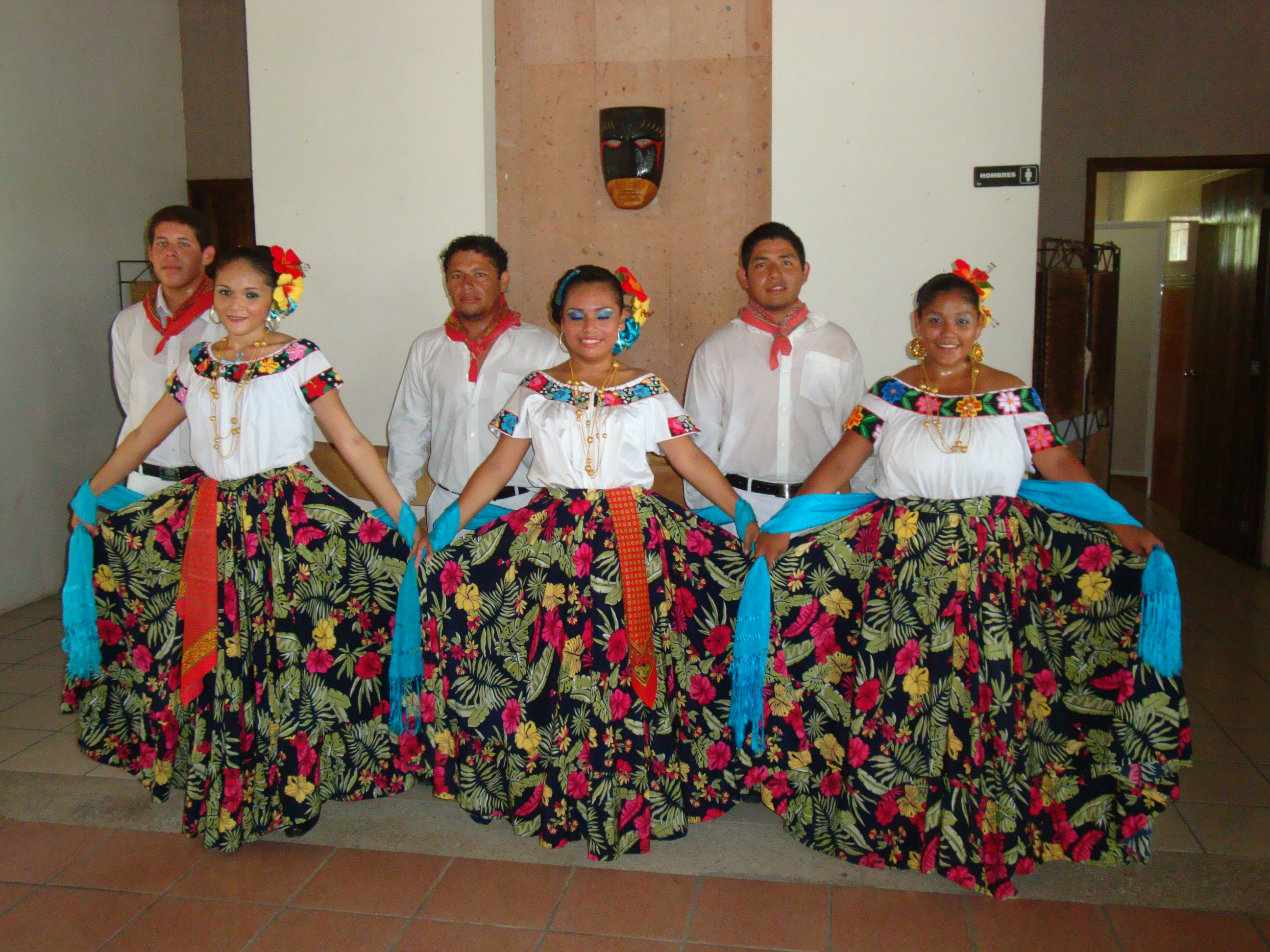
Integrantes del Ballet folclórico municipal de Centla.

Se elaboran con dientes y mandíbulas de tiburón, conchas, caracoles, escamas, estrellas de mar, etc. Se fabrican también objetos de madera, pieles y lirio acuático.

### Ballet Folclórico de Centla
El ballet folclórico del municipio de Centla nació el 19 de marzo de 1982 en las instalaciones de la escuela secundaria federal "ingeniero Félix Fulgencio Palavicini" a cargo del profesor José Zepeda Cortéz, formándose así una de las instituciones que ha puesto en alto a escala nacional al municipio de Centla y al estado de Tabasco.
Conformado por 45 personas entre bailarines, tamborileros y personal de vestuario, el ballet folclórico del municipio de Centla ha participado en diferentes estados de la república por mencionar algunos como: Morelos, Oaxaca, Quintana Roo, Veracruz, Feria de Tabasco, Chiapas y Campeche, recientemente ha logrado llevar la cultura tabasqueña a diversos países, dando cuenta de la gran diversidad de la cultura mexicana.

## Fiestas y tradiciones
- 18 de julio Feria de Vicente Guerrero.
- Última semana de mayo. Feria Municipal.
- 23-29 de septiembre Feria en Allende.
- 7-12 de octubre Feria en La Estrella.
- 2ª. semana de diciembre.- Feria en Cuauhtémoc.
- Del 1 al 12 de diciembre fiestas patronales en honor a la Virgen de Guadalupe de la parroquia de Frontera.
- 26 de enero al 2 de febrero .-Feria de la integración de Frontera.
- Corpus Christi .-Fiesta del señor de Tila en Frontera y Chilapa.

### Costumbres
Los festejos de la Villa Quintín Arauz donde año con año se baila la Danza del Baile Viejo.
feria de la integración de Frontera -26 de enero al 2 de febrero. Además de la feria municipal y las ferias de los diferentes centros integradores.

### Música
Música de viento, tamborileros y marimba. Las canciones “Las Muchachas de Frontera” y “Camino de Frontera” de Manuel Pérez Merino.

### Traje típico
Las mujeres, falda larga floreada, con bastante vuelo y blusa blanca de algodón con cuello bordado de flores en punto macizo. Los hombres, utilizan pantalón y camisa blanca de manta, paliacate rojo al cuello, sombrero chontal, morral, machete y bush.

## Gastronomía
Dentro de la gastronomía típica de Centla destacan los siguientes:

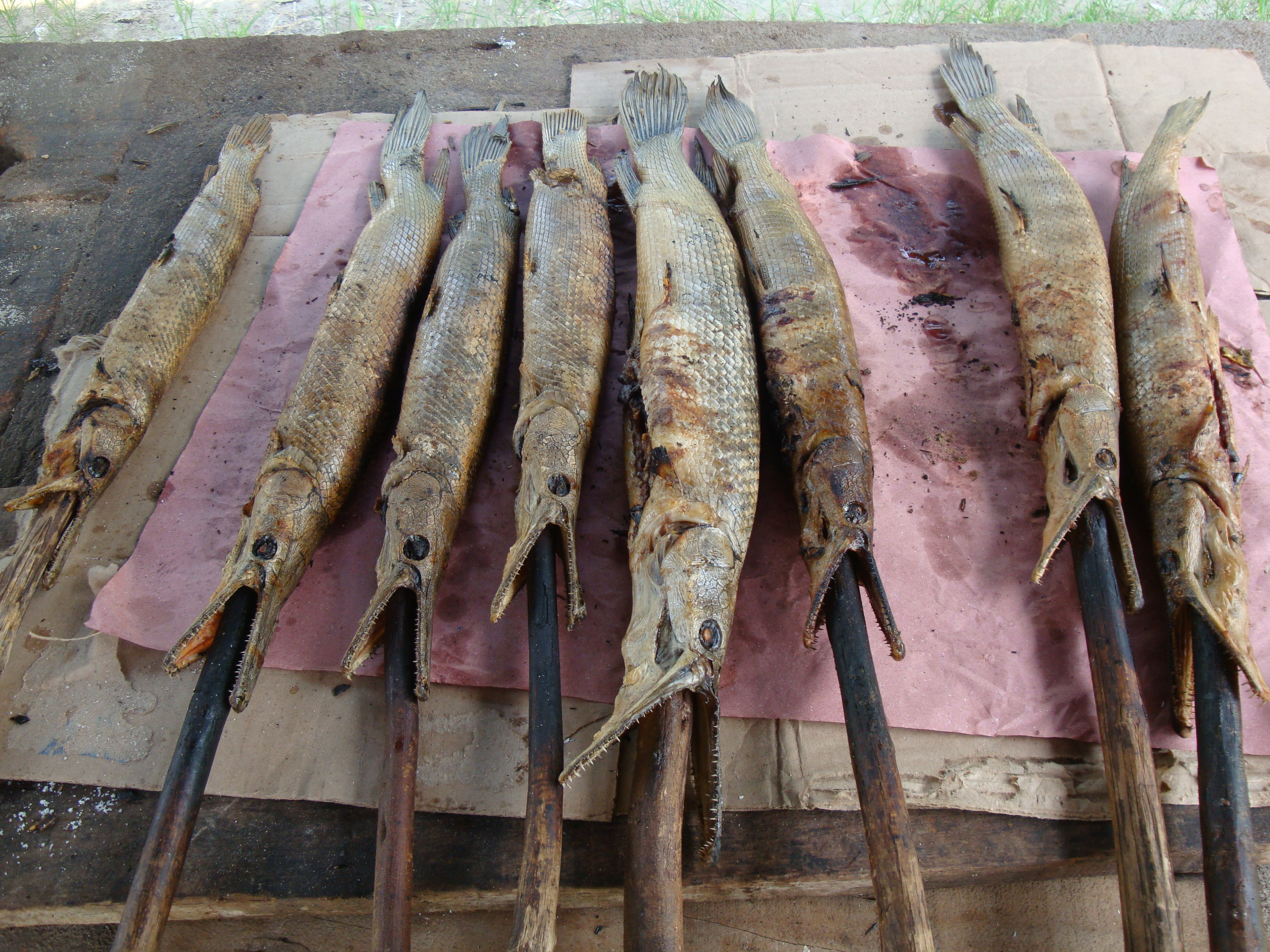
Pejelagarto asado, un platillo de la gastronomía de Centla.

Alimentos: una rica variedad de guisos y cócteles, con productos del río y del mar, entre los que sobresalen, la pigua, jaibas, robalos, camarones y las mojarras; de la mesa típica tabasqueña, pejelagarto en verde, asado en ensalada o empanadas de la misma manera destaca la elaboración de embutidos como el queso de puerco y el pan relleno de membrillo.
Dulces: destacan dentro de una gran variedad, los de coco, papaya, nance y cocoyol.
Bebidas: chorote (bebida refrescante de maíz cocido con cacao).

## Principales localidades
- Frontera: cabecera municipal, en ella se encuentran ubicados los principales edificios públicos del municipio y las representaciones estatales y federales, además de grandes cadenas comerciales recientemente asentadas en la cabecera. Las actividades más representativas son la prestación de servicios y el comercio, además ha sido propuesta de manera continua para proyectos de desarrollo marítimo, comercial e industrial este se debe a su ubicación estratégica en una zona petrolera la cual es objetivo de muchas empresas relacionadas con la industria. La población es de 23,024 habitantes, y se localiza a 80 km de la capital del estado.

- Vicente Guerrero: principales actividades son la ganadería, la agricultura, la fruticultura, la pesca y el comercio el cual ha crecido de manera importante en los últimos años. Cuenta con Playas turísticas cercanas a su ubicación además de diversos servicios de transporte público y una unidad de medicina general. La distancia a la cabecera municipal es de 33 km y su población es de 9,354 habitantes.

- Ignacio Allende: principales actividades son la ganadería la agricultura, la pesca y el comercio. La distancia a la cabecera municipal es de 31 km y su población aproximada es de 3,547 habitantes.

- Cuauhtémoc: su principal actividad es la ganadería, la agricultura y la fruticultura.La distancia a la cabecera municipal es de 44 km y su población es de 3,476 habitantes.

- Simón Sarlat: Villa. Las principales actividades son la ganadería y la agricultura. La distancia a la cabecera municipal es de 34 km y su población es de 3,317 hab.

- Ignacio Zaragoza: sus principales actividades son la ganadería y agricultura. Cuenta con una población de 2,497 habitantes.

- Francisco I. Madero: sus principales actividades son la ganadería, la agricultura y comercio. Cuenta con una ubicación estratégica pues se ubica cerca de pozos petroleros y playas turísticas. La distancia a la cabecera municipio es de 13 km y su población es de 2,304 habitantes.

- Quintín Arauz: sus principales actividades son la pesca y la siembra de básicos. La distancia a la cabecera municipal es de 48 km y su población es de 1,283 habitantes.

- La Estrella: sus principales actividades económicas son la ganadería y agricultura. Su distancia a la cabecera municipal es de 11 km. Su población es de 1,113 habitantes.

## Cronología de los Presidentes Municipales
- Ignacio de la Cruz Zetina 1947-1949
- Rodrigo Caparroso Pozo 1950-1952
- Julián Jaume Magaña 1953-1955
- Ezequiel Jiménez León 20/03/1955 -28/03/1955
- Darvelio Asmitia Fernández 29/03/1955 -31/12/1955
- Ulises García Hernández 1956-1958
- Cresencio Alamilla Manuel 12/09/1958 -31/12/1958
- Juan Sabino Olive 1959-1961
- Antonio Lara Mendoza 20/05/1961 -31/12/1961
- José Luis Varela Mendoza 1962-1964
- Ramón Tellaeche Merino 1965-1967
- Moisés Álvarez Luna 1968-1970
- Homero Pedrero Priego 1971-1973
- Orestes Somarriba Calderón 01/01/1974 -16/05/1974
- Rodrigo Caparroso Pozo 1974-1976
- María del C. Paredes Saldivar 1977-1978
- Lorenzo Marín López (interino 17 días)
- Jaime Parés García 1978-1979
- Armando Pérez Chan 1980-1982 (PRI)
- Amado Francisco Franco Suárez 1983-1985 (PRI)
- Julio César Vidal Pérez 1986-1988 (PRI)
- Anastacio Hernández Ramírez 1989-1991 (PRI)
- José Luis Várela Álvarez 1992-1994 (PRI)
- Napoleón Rodríguez Suárez 1995-1997 (PRI)
- Romeo Benjamín García Mora 1998-2000 (PRI)
- Francisco Herrera León 2001-2002 (PRI)
- Lulio Marín Ortiz (interino) 2002 2003
- José David Ascencio Arellano 2004-2006 (PRD)
- Nicolás Carlos Bellizia Aboaf 2007-2009 (PRI)
- AQUILES REYES QUIROZ 2010-2012 (PRI)
- Ramón Hernández Sánchez 2013-2015 (PRD)
- GABRIELA DEL CARMEN LOPEZ SANLUCAS 2016-2018 (PRI)
- GUADALUPE CRUZ IZQUIERDO 2018-2021 (Morena)
- LLUVIA SALAS LOPEZ 2021-2024 (Morena)
- SAUL ARMANDO RODRIGUEZ RODRIGUEZ 2024-2027 (MORENA)